# Ḩājjī Beyg (ort i Iran)
Ḩājjī Beyg (persiska: حاجّی بِيك, حاجّی باغ, حاجی بِيگ, حاجی بیگ, Ḩājjī Beyk) är en ort i Iran.   Den ligger i provinsen Markazi, i den centrala delen av landet, 300 km sydväst om huvudstaden Teheran. Ḩājjī Beyg ligger 2 202 meter över havet och antalet invånare är 340.
Terrängen runt Ḩājjī Beyg är huvudsakligen kuperad, men åt nordväst är den platt. Runt Ḩājjī Beyg är det ganska tätbefolkat, med 129 invånare per kvadratkilometer. Närmaste större samhälle är Hendūdūr, 14,2 km sydost om Ḩājjī Beyg. Trakten runt Ḩājjī Beyg består i huvudsak av gräsmarker.